# Guaraniticus olivaceus
Guaraniticus olivaceus is een hooiwagen uit de familie Gonyleptidae.